# Musique adjoukroue
 (juin 2013).
Si vous disposez d'ouvrages ou d'articles de référence ou si vous connaissez des sites web de qualité traitant du thème abordé ici, merci de compléter l'article en donnant les références utiles à sa vérifiabilité et en les liant à la section « Notes et références ».
La musique adjoukroue est jouée par les Adjoukrou, un peuple appartenant au grand groupe ethnique Akan. Ils se répartissent entre une trentaine de villages dans le Sud de la Côte-d'Ivoire. 
Leur musique est le fait de l'adaptation des musiques des ethnies voisines (Ebrié, Dida, Abidji). Elle se divise en deux grandes catégories : 
1. Les musiques rituelles ou genre intégrés : associées à des pratiques rituelles, elles sont réservées aux initiés (hommes, femmes, enfants).
2. Les musiques de réjouissances ou genres marginaux : il s'agit d'une part des musiques empruntées qui sont souvent dansées à l'occasion des fêtes populaires et d'autre part des musiques de travail.

## Instruments
1. Les idiophones
Le tambour de bois à deux fentes : Egbr
Le hochet en calebasse : Saka
Le hochet sonnaille : Sègbè
La cloche faite d'un tube ouvert : Djendjemba
2. Les membranophones
Le tambour parleur (dont seuls les initiés comprennent le langage) : Attoumgblen ou Attingbani
Le tambour d'aisselle : Tonga
3. Les aérophones
La trompe traversière (en corne d'antilope ou de bœuf) : Gbingré